# هوملفلد
هوملفلد (به آلمانی: Hummelfeld) یک شهر در آلمان است که در رندسبورگ-اکرنفورده واقع شده‌است.
 هوملفلد  ۲۹۰ نفر جمعیت دارد.